# Ulrichsberg (Berg)
Der Ulrichsberg, früher Kernberg oder Kärntner Berg, ist ein 1022 m ü. A. hoher Berg in Kärnten neben dem Zollfeld zwischen St. Veit an der Glan und Klagenfurt. Er ist im Besitz der ehemaligen Adelsfamilie Goëss. Die Ortschaft Karnburg am Fuße des Berges – die wahrscheinlich auch Namensgeber von Kärnten war – gilt mit dem dort gefundenen Fürstenstein als die Wiege des Landes. Auf den Berg führen eine befestigte Forststraße und mehrere Wanderwege.
Der Ulrichsberg ist der zweite von vier Bergen des Vierbergelaufs. Er ist durch Reliefumkehr entstanden.

## Geschichte

### Altertum und Mittelalter

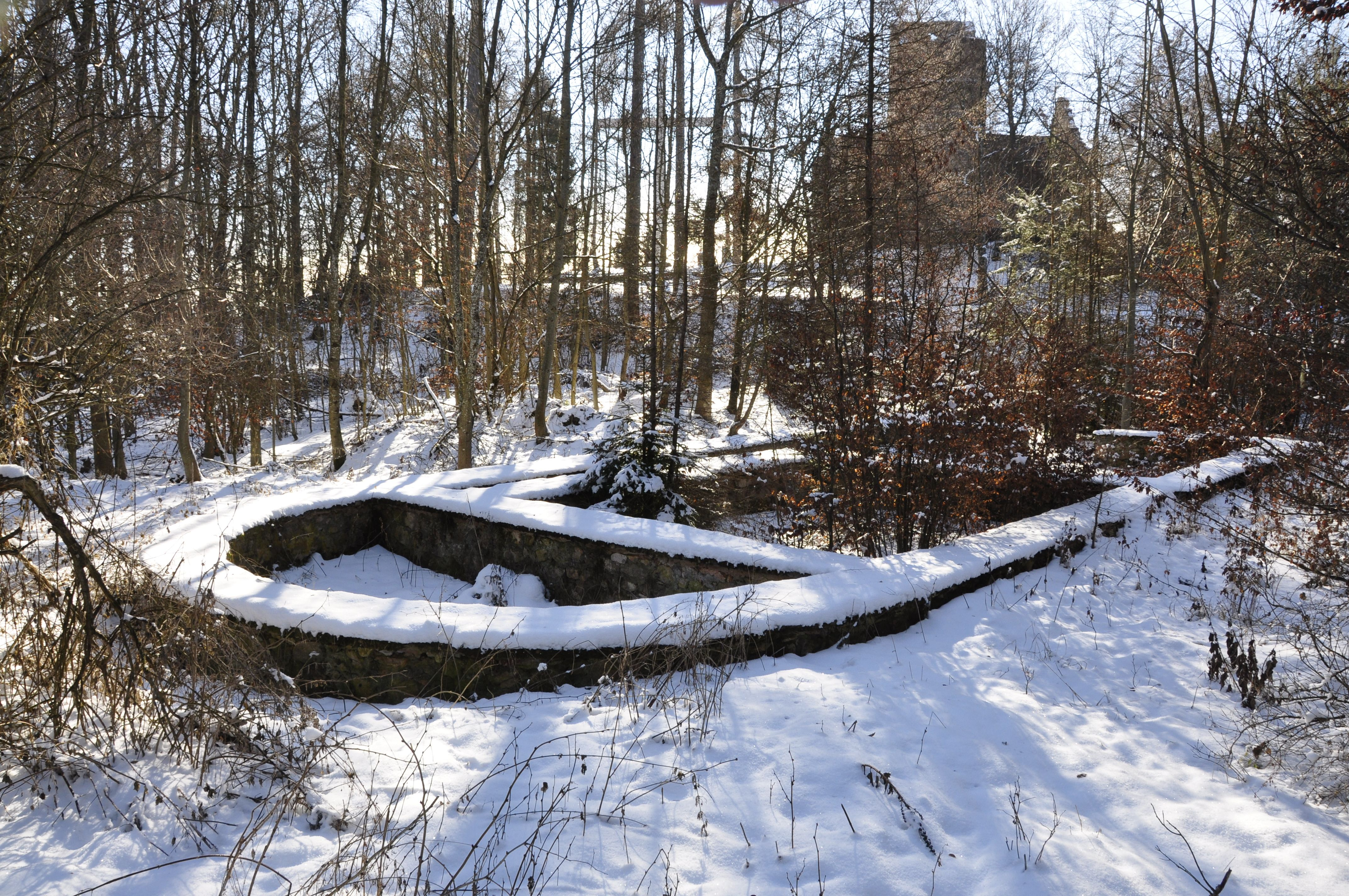
Vermeintliches Noreiaheiligtum (2012)

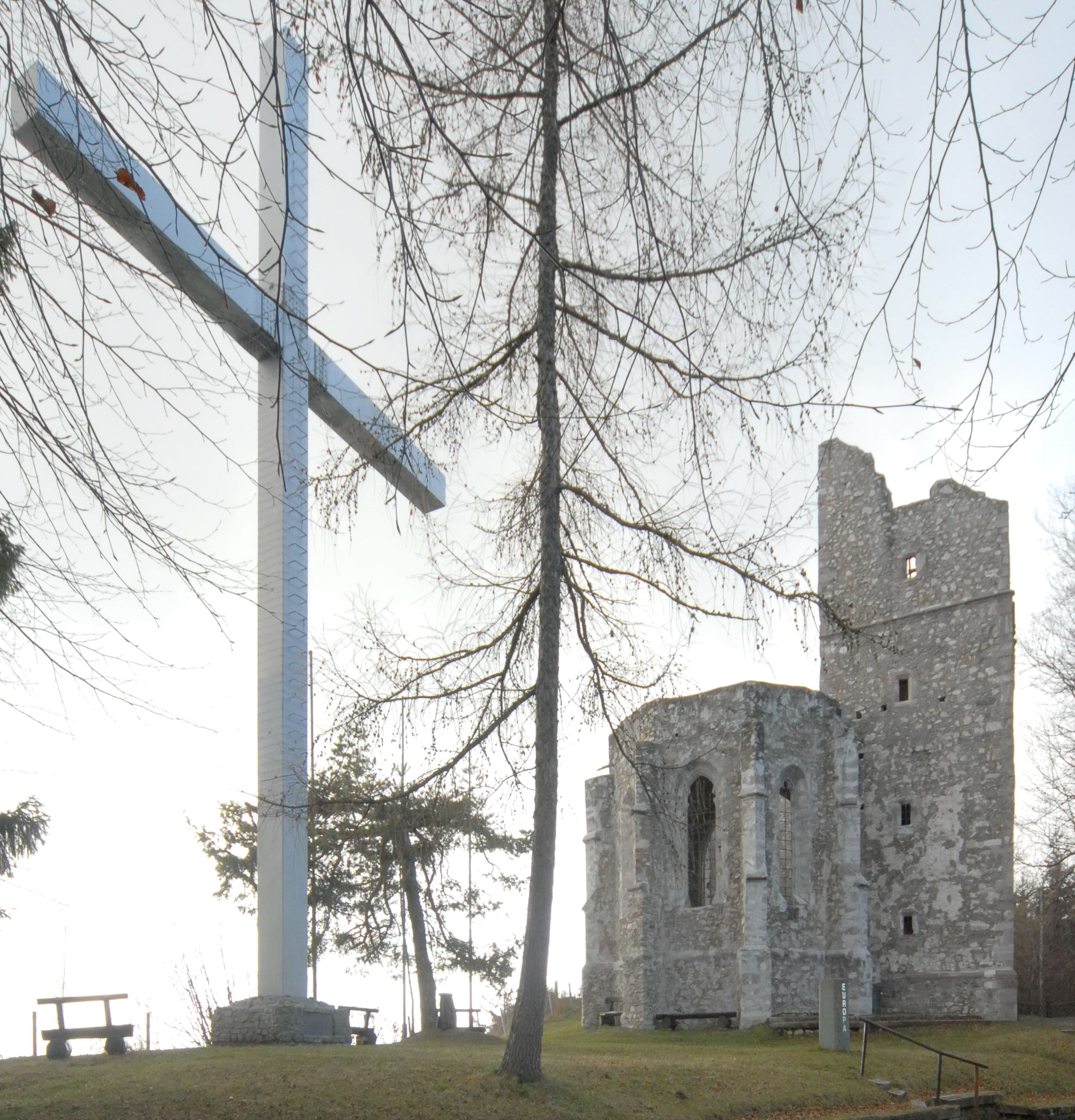
Kreuz und Kirchenruine auf dem Ulrichsberg

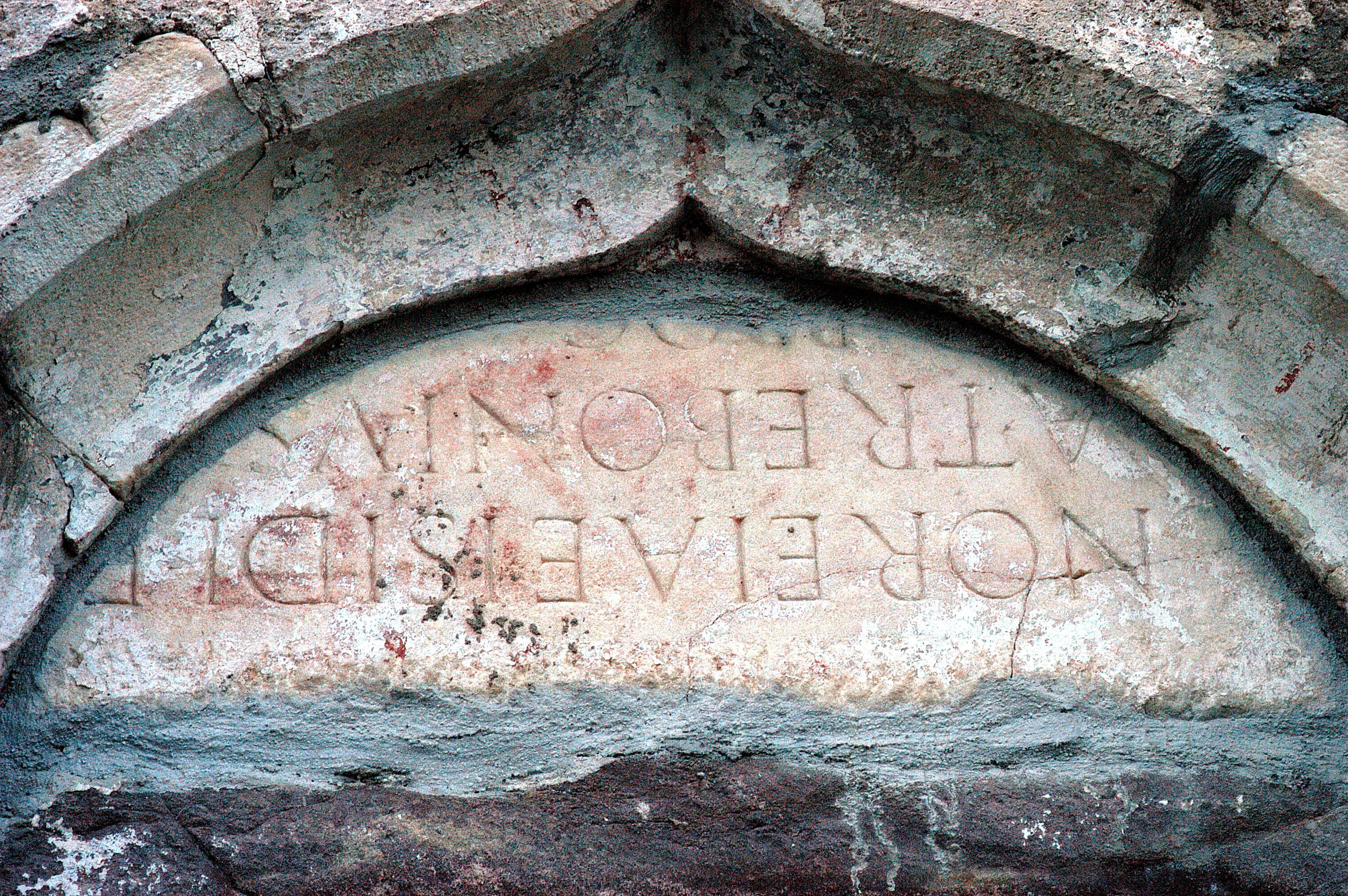
Noreia-Weihestein über dem Kirchenportal auf dem Ulrichsberg

Vereinzelte Funde lassen auf eine prähistorische Besiedlung am und auf dem Ulrichsberg schließen.
Bis in die Spätantike gab es auf der Kuppe des Ulrichsbergs eine weitläufige Höhensiedlung rund um eine frühchristliche Kirche (fünftes bis sechstes Jahrhundert), die jedoch von slawischen Stämmen, die im Zuge der Völkerwanderung Kärnten besiedelten, gegen Ende des sechsten Jahrhunderts zerstört wurde.
Ein Haus auf der Bergkuppe, dessen Fundamente heute etwas abseits vom Weg erkennbar sind, wurde lange Zeit als eine im ersten Jahrhundert nach Christus errichtete und der Landesgöttin Isis-Noreia gewidmete Kultstätte gedeutet, wird aber nach heutigem Forschungsstand der Spätantike zugeordnet.
Im Jahr 983 wurde der Ulrichsberg als „mons carantanus“ erstmals in einer Urkunde von Kaiser Otto II genannt.

### Neuzeit

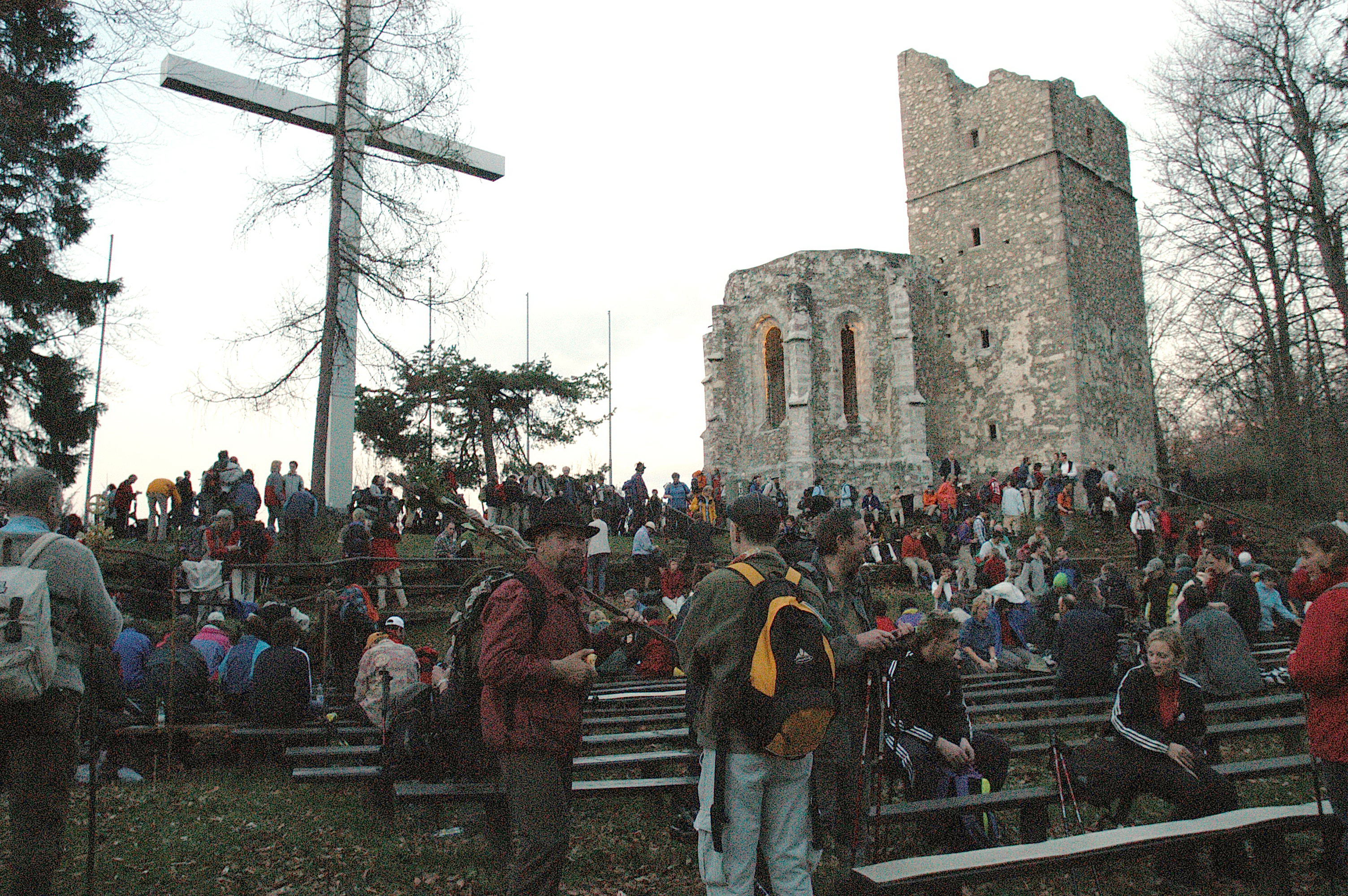
Vierbergelauf 2004 am Gipfel

Im Jahr 1485 wurde eine dem Heiligen Ulrich von Augsburg geweihte Kirche errichtet. 1686 wurde die letzte Messe in der gotischen Kirche gelesen. 1786 wurde sie durch einen Blitzschlag stark beschädigt und dann dem Verfall preisgegeben. Im Jahr 1897 kam es zur gänzlichen Zerstörung der Kirche durch einen Brand. Heute ist die Kirche nur mehr als Ruine erhalten.
1933 kam es zur Wiederherstellung durch die Kärntner Landsmannschaft. Bis 1934 wurden hier alljährlich die Gedenkfeiern zum 10. Oktober abgehalten, veranstaltet von der Kärntner Landsmannschaft. 1958 war die Grundsteinlegung für das „Heimkehrerkreuz“, ein 20 Meter hohes Kreuz neben der Ruine, als Gedächtnisstätte für die im Zweiten Weltkrieg gefallenen Soldaten. Im selben Jahr kam es zur Renovierung der Kirchenruine. Dort befindet sich eine 25 Quadratmeter große, Ehrenhain genannte, Gedenkstätte, deren Erinnerungstafeln an Militärformationen des Ersten und Zweiten Weltkriegs erinnern, darunter auch eine Tafel für die Angehörigen der Medizinischen Akademie der SS sowie Gedenktafeln für verschiedene Divisionen aus ausländischen Freiwilligen der Waffen-SS. Seit 1958 findet dort jährlich das Treffen der Ulrichsberggemeinschaft statt. Die „Heimkehrer-Gedenkstätte“ wurde 1959 eingeweiht.
Im Jahr 1984 wurden die drei Ulrichsbergglocken geweiht. 1992 kam es zur Errichtung des Europa-Steines. Am 17. August 1997 gab es eine mutwillige Zerstörung der Gedenkstätte. Die wiederhergestellte Gedenkstätte wurde am 5. Juli 1998 wieder gesegnet.
Wegen des Vorwurfs, in der Nacht zum 9. Oktober 2016 das schmiedeeiserne Tor der Gedenkstätte aufgebrochen und Wände und Gedenktafeln mit roter und schwarzer Farbe mittels Farbbeuteln verschmutzt zu haben, mussten sich sechs Menschen im Alter von 15 bis 21 Jahren am 21. März 2017 in Klagenfurt vor Gericht verantworten.

## Politischer Charakter der Ulrichsbergtreffen

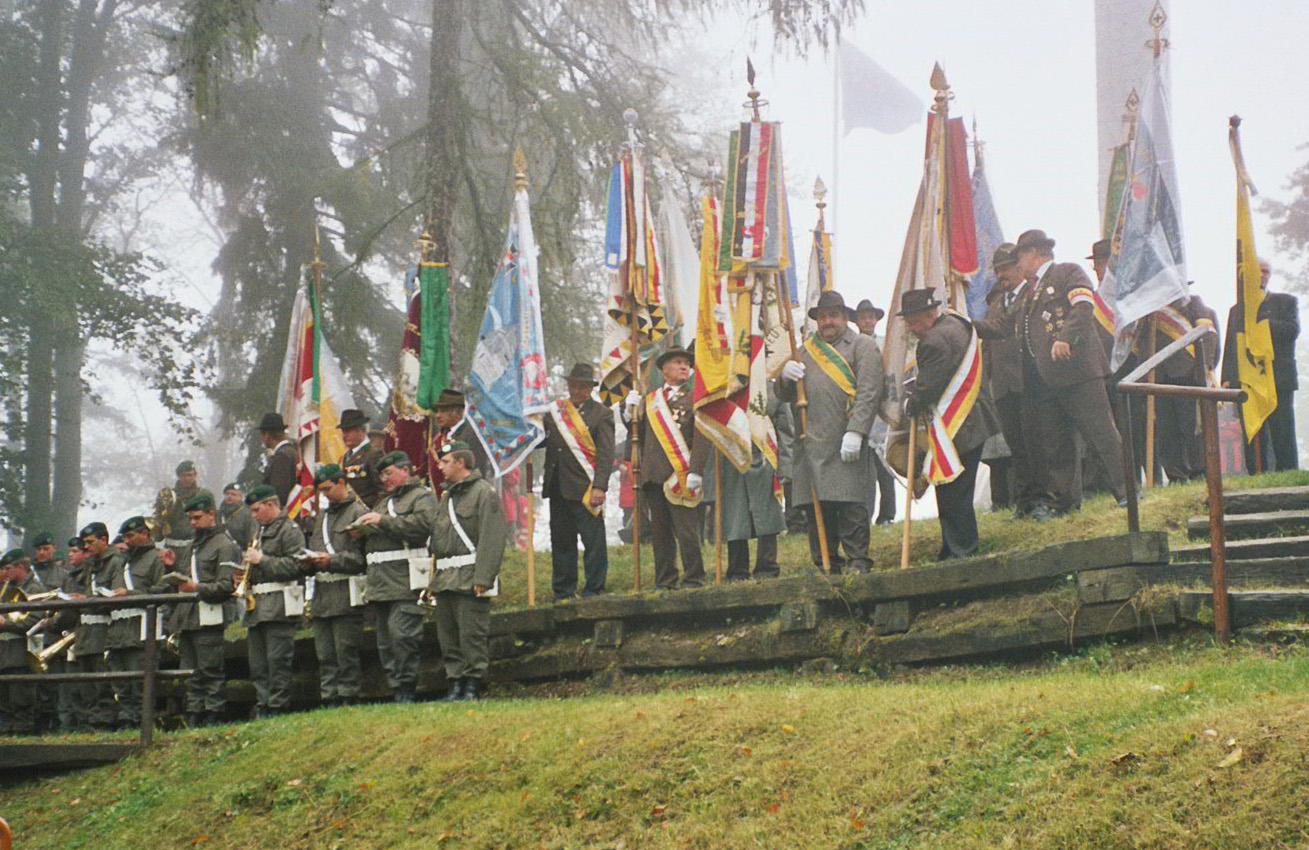
Traditions- und Veteranenverbände sowie Musiker des Bundesheeres beim Ulrichsbergtreffen 2006

An jedem ersten Sonntag im Oktober wurde von der Ulrichsberggemeinschaft eine Gedenkfeier ausgerichtet. Seit einigen Jahren findet diese Veranstaltung am dritten Sonntag im September statt. Teilnehmer der Veranstaltung waren ehemalige Wehrmachtssoldaten und Veteranenorganisationen aus ganz Europa, die Teilnehmerzahlen betrugen Anfang der 2000er Jahre ungefähr 1000 Personen. Das österreichische Bundesheer nahm ab 2009 nicht mehr teil.
An der Gedenkfeier nahmen Verbände der Kriegsgeneration und andere Organisationen teil. Die Teilnahme von SS-Veteranen (Kameradschaft IV, die sich 1995 formell zurückzog) und deutschen sowie belgischen Neonazigruppen zog anhaltende Proteste nach sich. Weiters nahmen Politiker verschiedener Parteien auf Bundes- und Landesebene teil, was bei umstrittenen Redebeiträgen immer wieder zu innenpolitischer Berichterstattung führte.
Verschiedene Organisationen versuchten auf die ihrer Meinung nach geschichtsrevisionistischen Hintergründe dieser Gedenkveranstaltung hinzuweisen. Auch das österreichische Verteidigungsministerium zog in Erwägung, die Gedenktafeln des Bundesheers auf dem Ulrichsberg an einen anderen Ort zu verlegen. 2009 sagte der sozialdemokratische Verteidigungsminister Norbert Darabos die Teilnahme und materielle Unterstützung des Bundesheers am Ulrichsbergtreffen ab. Hintergrund war der Verdacht, der Obmann der Ulrichsberggemeinschaft, Wolf Dieter Ressenig, habe mit NS-Devotionalien gehandelt. 2014 wurde das Treffen ohne Ankündigung abgehalten, laut Verfassungsschutz nahmen maximal 100 Personen an dem Treffen teil.